# Jashia Luna
Jashia Luna Alfaro (Guadalajara, 28 de diciembre de 1979) es una ex-clavadista mexicana que ha competido en tres ocasiones en los Juegos Olímpicos. En Sídney 2000, participó en la prueba de clavados sincronizados al lado de María José Alcalá, en trampolín de tres metros como en plataforma de 10, sin embargo, quedaron muy lejos de los primeros lugares. También participó en trampolín de tres metros individual, pero no logró clasificar a la final.
Durante los XIX Juegos Centroamericanos y del Caribe compitió en dos pruebas, trampolín de tres metros y plataforma de 10 metros, logrando en ambas la medalla de plata.
En Atenas 2004, culminó quinta junto a Paola Espinosa en la plataforma 10 metros sincronizados. No pasó de las semifinales en plataforma individual y se quedó en la ronda preliminar del trampolín tres metros individual.
Durante los XX Juegos Centroamericanos y del Caribe, Luna ganó un oro en plataforma de 10 metros, sin embargo, una lesión la marginó de asistir un año después a los Juegos Panamericanos Río de Janeiro 2007.